# لوفتهانزا الرحلة 540
لوفتهانزا الرحلة 540 هي رحلة طيران ألمانية من فرانكفورت إلي جوهانسبرغ عبر نيروبي في 20 نوفمبر 1974 وتحمل علي متنها 140 راكبا و17 من افراد الطاقم وكانت من طراز بوينغ 747-130 وهبطت الطائرة هبوط اضطراري في مطار جومو كينياتا الدولي ، نيروبي ، كينيا بسبب عطل تصميمي وخطأ الطيار وتحولت لوفتهانزا الرحلة 540 إلي فخ مميت عندما مات 59 شخصا ونجا 98 شخصا وجرح 55 شخصا.